# 추송웅
추송웅(秋松雄, 1941년 9월 4일 ~ 1985년 12월 29일)은 대한민국의 배우이다.

## 생애
경상남도 고성군에서 출생하였다. 부산공업고등학교 졸업을 거쳐 중앙대학교 연극영화학과를 졸업하였다. 1963년 극단 ‘민중극장’ 창립공연 때 《달걀》로 데뷔한 이래 80여편의 작품에서 주 ·조연을 하였다. 극단 '가교(架橋)'와 '광장(廣場)' 창립동인이기도 한 그는 '자유극장' 소속이었다. 두 번에 걸쳐 동아연극상 남우주연상(1971년 어디서 무엇이 되어 만나랴, 1973년 세빌리아의 이발사)을 수상하였다.

## 학력
- 부산공업고등학교 졸업
- 중앙대학교 연극영화학과 졸업

## 출연작

### 영화
- 1973년 《마음은 푸른 하늘》
- 1975년 《병태의 감격시대》
- 1976년 《7인의 말괄량이》
- 1976년 《여자를 찾습니다》

### 드라마
- 1980년 TBC→KBS1 《달동네》
- 1983년 MBC 《당신의 초상》
- 1984년 KBS1 《사랑하는 사람들》

## 작품 및 평가
그는 독특한 마스크와 발성 등 천부적 재능으로 무슨 역이든 자기화해서 표현하였다고 평가되나, 오버액션으로 비난을 받기도 하였다. 1977년도에는 모노드라마 《빨간 피터의 고백》으로 전국을 누비며 관객 6만을 동원하기도 했다. 그가 출연한 주요 작품으로서는 《토끼와 포수》·《꿀맛》·《흑인 창녀를 위한 고백》·《타이피스트》·《어디서 무엇이 되어 만나랴》·《슬픈 카페의 노래》 등이 있다.